# 市原市立辰巳台東小学校
市原市立辰巳台東小学校（いちはらしりつ たつみだいひがししょうがっこう）は、千葉県市原市辰巳台東にある公立小学校。文部科学省の学校コードはB112210004501、旧学校調査番号は121069。通称は東小（ひがししょう）。

## 概要
市原市北西部の辰巳台地区に位置する。児童数増加によって市原市立辰巳台小学校を市原市立辰巳台西小学校に名称変更したのち、同校から分離した新設校である。市原市立辰巳台中学校の移転前の敷地を利用しており、校舎の一部も転用している。
市原市では全ての市立学校において2学期制を採用している

## 沿革

### 概歴
1966年（昭和41年）に、市原市立辰巳台小学校の児童数増加に伴って、同校を市原市立辰巳台西小学校に改称すると同時に、通学区域の一部を分離する形で市原市立辰巳台東小学校として開校した。

### 年表
- 1966年（昭和41年）4月1日 - 辰巳台東小学校として開校[3]。
- 1970年（昭和45年） - 学校経営の近代化が認められて千葉県教育委員会より学校表彰[3]。

## 施設

### 敷地
敷地の詳細は以下の通りである。
| 所在地     | 〒290-0003                      |
| 所在地     | 千葉県市原市辰巳台東4丁目13番地 |
| 所有者     | 市原市                          |
| 敷地面積   | 23,599m2                        |
| 用途地域   | 第一種中高層住居専用地域        |
| 指定建蔽率 | 60%                             |
| 指定容積率 | 200%                            |
| 取得価格   | 982,610,000円                   |

### 建物
敷地内の建物の詳細は以下の通りである。
| 棟番号 | 棟名称     | 構造 | 階数        | 延床面積   | 建築年 | 耐震情報   | 備考     |
| ------ | ---------- | ---- | ----------- | ---------- | ------ | ---------- | -------- |
| 001    | 校舎-5     | RC造 | 地上3階建て | 1,175.00m2 | 1969年 | 耐震工事済 | IS値0.77 |
| 002    | 校舎-6     | RC造 | 地上3階建て | 1,159.00m2 | 1972年 | 耐震工事済 | IS値0.74 |
| 003    | 体育館     | RC造 | 地上2階建て | 1,133.00m2 | 1973年 | 耐震工事済 | IS値1.00 |
| 004    | 校舎-1     | RC造 | 地上3階建て | 1,046.00m2 | 1965年 | 耐震工事済 | IS値0.71 |
| 005    | 校舎-3     | RC造 | 地上3階建て | 1,045.00m2 | 1962年 | 耐震工事済 | IS値0.72 |
| 006    | 校舎-7     | RC造 | 地上3階建て | 593.00m2   | 1972年 | 耐震工事済 | IS値0.74 |
| 007    | 校舎-2     | RC造 | 地上3階建て | 334.00m2   | 1969年 | 耐震工事済 | IS値0.75 |
| 008    | 渡り廊下   | RC造 | 地上3階建て | 288.00m2   | 1969年 | 耐震工事済 | IS値0.76 |
| 009    | 校舎-1     | S造  | 地上1階建て | 70.00m2    | 1965年 | -          |          |
| 010    | 校舎-1     | 木造 | 地上1階建て | 47.00m2    | 1967年 | -          |          |
| 011    | 倉庫・物置 | 木造 | 地上1階建て | 33.00m2    | 1967年 | -          |          |
| 012    | 倉庫・物置 | 木造 | 地上1階建て | 26.00m2    | 1970年 | -          |          |
| 013    | 倉庫・物置 | 木造 | 地上1階建て | 26.00m2    | 1966年 | -          |          |
| 014    | 倉庫・物置 | S造  | 地上1階建て | 20.00m2    | 2005年 | -          |          |
| 015    | 倉庫・物置 | 木造 | 地上1階建て | 19.00m2    | 1966年 | -          |          |

### 併設施設
- 辰巳台東小学校児童クラブ（学童保育）

## 規模
2022年（令和4年）4月1日現在の学校規模は以下の通りである。
| 児童数       | 389名    |
| 学級数       | 15学級   |
| 通学区域面積 | 1.033km2 |
| 通学区域人口 | 5,975人  |

## 諸活動

### 部活動
市原市の小学校では陸上部以外の部活動が廃止されたため、陸上部のみとなっている。

## 通学区域
以下の町丁字とその範囲を通学区域として指定している。
- 辰巳台東1・4 - 5丁目の全域、2・3丁目のそれぞれ一部
- 能満の一部

## 通学区域内施設
通学区域内の主な施設は以下の通りである。
- イオンタウンたつみ台
  - マックスバリュ辰巳台店
- 辰巳中央公園

## 中学校区
- 市原市立辰巳台中学校

## 隣接小学校区
- 市原市立湿津小学校
- 市原市立白幡小学校
- 市原市立辰巳台西小学校

## アクセス
- 八幡宿駅から徒歩59分
- ちはら台駅から徒歩42分
- 小湊鐵道バス（八幡宿駅東口 - 千葉労災病院方面）
  - 「第二辰巳台東4丁目」で下車後、徒歩2分